# 普拉特里亞區
普拉特里亞區（西班牙語：Distrito de Platería），是秘魯的一個區，位於該國東南部普諾大區的普諾省，始建於1964年4月25日，面積240.63平方公里，海拔高度3,830米，2005年人口8,835，人口密度每平方公里37人。

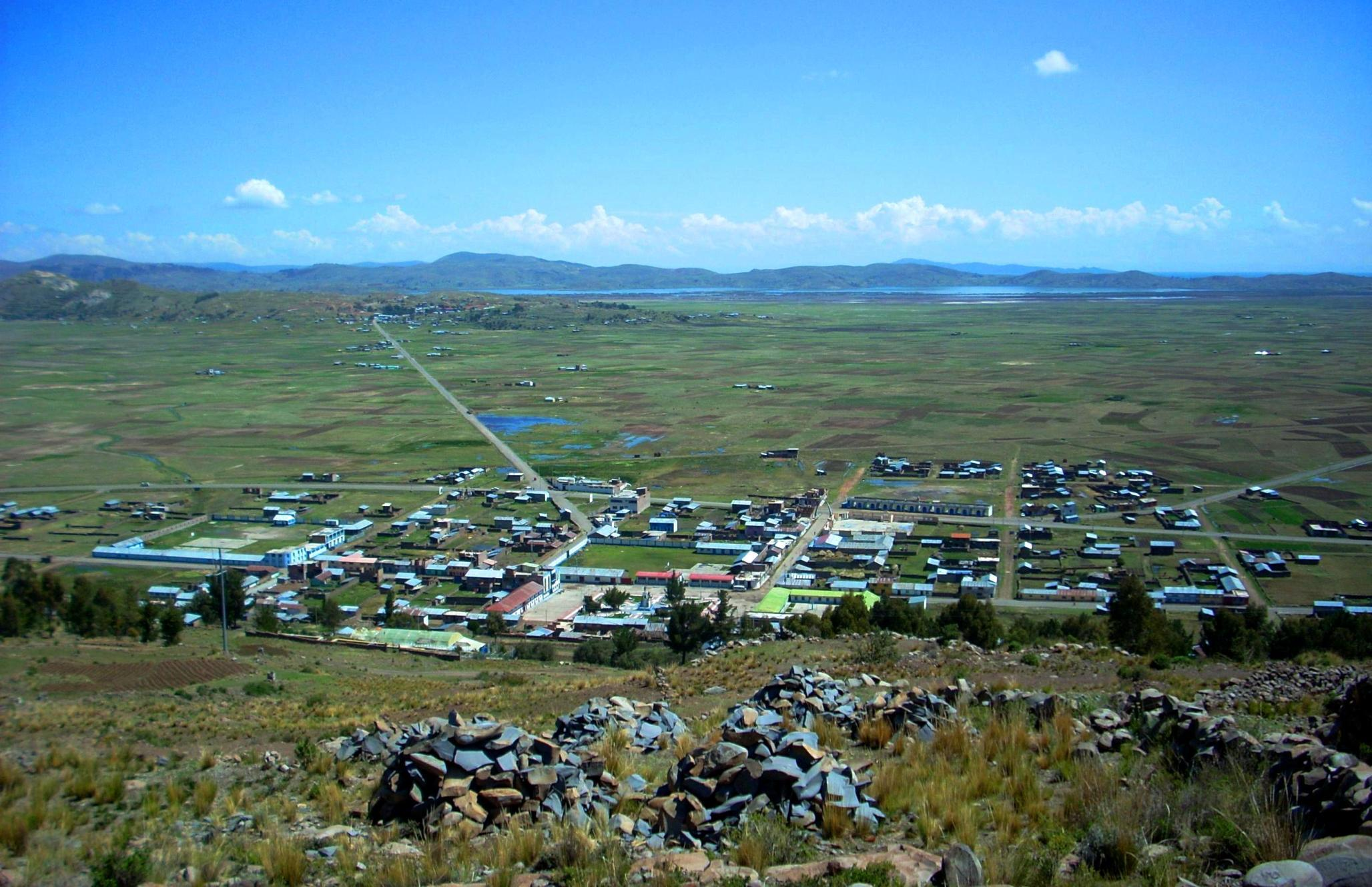